# 聖拉菲爾德奧諾托市

聖拉菲爾德奧諾托市（西班牙語：Municipio San Rafael de Onoto），是委內瑞拉的一個市，位於該國西北部波圖格薩州，首府設於聖拉菲爾德奧諾托，面積187平方公里，海拔高度175米，2001年人口14,477，人口密度每平方公里77.42人。